# Base militar de la Xina a Djibouti
La base militar de la Xina a Djibouti és una base naval operada per l'Armada de l'Exèrcit Popular d'Alliberament situada a la República de Djibouti, a la Banya d'Àfrica. És la segona base militar a l'estranger de la República Popular de la Xina i es va construir amb un cost de 590 milions de dòlars. L'Armada de l'Exèrcit Popular d'Alliberament ha utilitzat la base per dur a terme operacions contra la pirateria davant de la costa de Djibouti i al voltant de la Banya d'Àfrica. També ha participat en activitats d'intel·ligència militar, operacions d'evacuació no de combat, i de suport a les operacions de manteniment de la pau i de lluita contra el terrorisme. Des del 2017 el comandant de la base és Liang Yang.
Djibouti està estratègicament situada al costat de l'estret de Bab-el-Màndeb, que separa el golf d'Aden de la mar Roja, i protegeix els accessos al Canal de Suez. La base xinesa es troba al port de Doraleh, a l'oest de la ciutat de Djibouti. Al sud de la ciutat hi ha altres bases militars estrangeres, com Camp Lemonnier (Armada dels Estats Units d'Amèrica), Base aerienne 188 (Força Aèria Francesa) i la Base d'Autodefensa del Japó a Djibouti.

## Història
Les negociacions de la Xina per a crear una base estratègica a Djibouti van començar amb el president Ismail Omar Guelleh el 2015. Les negociacions es van concloure el gener de 2016 amb la Xina i Djibouti «arribant a un consens» sobre la construcció d'instal·lacions navals, i el març de 2016 es va iniciar la construcció de la base naval.
L'11 de juliol de 2017, la Marina de l'Exèrcit Popular d'Alliberament va enviar vaixells de la Flota del Mar del Sud a Zhanjiang per a obrir la base oficialment. La base es va inaugurar formalment l'1 d'agost de 2017. Les primeres maniobres amb foc real es van dur a terme el 22 de setembre de 2017.
El maig de 2018, la Xina va començar a construir un moll de més de 330 metres de longitud a la base i estava completament acabat després de 18 mesos a partir d'una foto de satèl·lit presa el desembre de 2019. Les anàlisis per satèl·lit mostren que la Xina pot estar construint un segon moll a fi d'augmentar la capacitat naval de la base.

## Funcions
La Xina ha declarat que la instal·lació servirà principalment per a donar suport a la logística militar de les tropes xineses al golf d'Aden i per a missions de pau, humanitàries i de socors en desastres a l'Àfrica. També reforça els esforços de l'armada xinesa per a prevenir la pirateria marítima i permet un fàcil accés dels vaixells de guerra al mar Aràbia, el Golf Pèrsic i l'oceà Índic. El 2015, per exemple, l'Armada de l'Exèrcit Popular d'Alliberament va tenir un paper important en ajudar a evacuar els estrangers i els xinesos del Iemen quan la coalició liderada per l'Aràbia Saudita va iniciar atacs aeris contra els rebels houthis. La Xina evita els termes com «base militar» o «base naval», i prefereix denominacions com «instal·lació de suport» o «instal·lació logística».
La base fortament fortificada té 0.5 quilometres quadrats (0.2 sq mi) de mida, està dotada per entre 1.000 i 2.000 persones, i disposa d'un espai subterrani de 23.000 metres quadrats. La base té una pista d'aterratge de 400 m amb una torre de control de trànsit aeri, així com una gran plataforma d'helicòpters. La base també allotja l'Hospital Base de Suport de l'exèrcit a Djibouti.
El moll acabat de construir el desembre de 2019 compta amb 1.120 peus i és prou llarg com per a poder encaixar dos portaavions i altres vaixells de guerra o quatre submarins nuclears.